# San Vittore
San Vittore est une commune suisse du canton des Grisons, située dans la région de Moesa.

Vue aérienne par (1953).

## Personnalités liées à la commune
- Giovanni Antonio Viscardi (1645-1713), est originaire de San Vittore.